# Masataka Sakamoto
Masataka Sakamoto (坂本 將貴 Sakamoto Masataka?, nacido el 24 de febrero de 1978 en Saitama) es un exfutbolista japonés. Jugaba de centrocampista y su último club fue el JEF United Chiba de Japón.

## Trayectoria

### Clubes
| Club             | País  | Año         |
| ---------------- | ----- | ----------- |
| JEF United Chiba | Japón | 2000 - 2006 |
| Albirex Niigata  | Japón | 2007        |
| JEF United Chiba | Japón | 2008 - 2012 |

## Estadística de carrera

### J. League
| Club                | Año   | J. League | J. League | Copa J. League | Copa J. League | Total | Total |
| Club                | Año   | Part.     | Goles     | Part.          | Goles          | Part. | Goles |
| ------------------- | ----- | --------- | --------- | -------------- | -------------- | ----- | ----- |
| JEF United Ichihara | 2000  | 0         | 0         | 0              | 0              | 0     | 0     |
| JEF United Ichihara | 2001  | 19        | 3         | 4              | 0              | 23    | 3     |
| JEF United Ichihara | 2002  | 30        | 1         | 7              | 0              | 37    | 1     |
| JEF United Ichihara | 2003  | 30        | 1         | 2              | 0              | 32    | 1     |
| JEF United Ichihara | 2004  | 29        | 1         | 4              | 0              | 33    | 1     |
| JEF United Chiba    | 2005  | 34        | 2         | 11             | 0              | 45    | 2     |
| JEF United Chiba    | 2006  | 34        | 1         | 11             | 3              | 45    | 4     |
| Albirex Niigata     | 2007  | 34        | 2         | 6              | 0              | 40    | 2     |
| JEF United Chiba    | 2008  | 32        | 1         | 8              | 0              | 40    | 1     |
| JEF United Chiba    | 2009  | 33        | 1         | 6              | 0              | 39    | 1     |
| JEF United Chiba    | 2010  | 21        | 0         | -              | -              | 21    | 0     |
| JEF United Chiba    | 2011  | 22        | 0         | -              | -              | 22    | 0     |
| JEF United Chiba    | 2012  | 9         | 0         | -              | -              | 9     | 0     |
| Total               | Total | 327       | 13        | 59             | 3              | 386   | 16    |

## Palmarés

### Títulos nacionales
| Título         | Club             | País  | Año  |
| -------------- | ---------------- | ----- | ---- |
| Copa J. League | JEF United Chiba | Japón | 2005 |
| Copa J. League | JEF United Chiba | Japón | 2006 |